# Isla de Cañas (Gemeinde)
Isla de Cañas ist eine Gemeinde (Municipio) im Departamento Iruya in der Sierra de Santa Victoria im Nordwesten Argentiniens. Sie umfasst die Orte Isla de Cañas, Limoncito, Río Cortaderas, Tres Morros und San Ignacio. Die Gemeindeverwaltung befindet sich im gleichnamigen Dorf Isla de Cañas.
In der Gemeinde leben 1700 Einwohner. Die Bevölkerung lebt in erster Linie von der Aufzucht von Kleinvieh.

## Geografie
Isla de Cañas befindet sich auf einer Höhe von etwa 780 m. Die Gemeinde hat eine Ausdehnung von 1200 km². Der Fluss Iruya durchfließt das Gebiet in östliche Richtung. 

## Klima
Das Klima von Isla de Cañas ist subtropisch.